# 台湾铲颌鱼
台灣白甲魚（学名：Onychostoma barbatulum），又名台湾铲頷鱼，俗稱苦花、鯝魚、苦偎、齊頭偎，为輻鰭魚綱鯉形目鲤科白甲鱼属的鱼类。主要分佈在中國的閩江、珠江、長江流域，台灣西部、北部及東部大型河川中、上游。水深0至10公尺，模式種產地在日月潭。

## 特徵
台湾铲頷鱼體細長而側扁，背部略隆起，吻尖，口亞下位，具觸鬚2對，上唇較上唇薄，體長可達45公分，一般以18至25公分較為常見，偶可捕獲30公分的大型個體，但困難性較高。鱗片整齊，側線完整，側線鱗35-37枚，體色銀白色，口部呈一直線，背鰭未分叉軟條3枚、分叉軟條12-13枚、臀鰭未分叉軟條3枚，分叉軟條5枚。雄魚魚鰭為黃色，雌魚魚鰭為紅色，頭部渾圓，腹部較大。

## 生態習性
台湾铲頷鱼對水質的要求頗高，只能在水溫17至25度之間、汙染較小、水流量大的溪流中才能生存。雜食性，以括食附著在岩石上的藻類為主食，亦會捕捉水棲昆蟲、石蠅、石蠶，或攝食有機碎屑維生。

## 經濟價值
台湾铲頷鱼屬於食用魚，為臺灣河川最主要的溪釣種類之一。適合鹽烤、紅燒或清蒸食用。